# 熱海町安子島
熱海町安子島（あたみまち あこがしま）は、福島県郡山市の大字である。郵便番号は963-1304。

## 地理
郡山市北西部の熱海地区に属する。北で熱海町中山、熱海町高玉、熱海町熱海、熱海町玉川、北東で本宮市岩根、東で喜久田町堀之内、南東で熱海町下伊豆島、待池台、南で熱海町上伊豆島、上伊豆島、熱海町長橋、逢瀬町河内、逢瀬町多田野、湖南町浜路、西で耶麻郡猪苗代町山潟、猪苗代町壺楊とそれぞれ隣接する。概ね町村制施行以前の安積郡安子島村の流れを汲む地域である。一級水系阿武隈川水系五百川水源域から中流部にかけての左岸域を主な範囲とし、東側の市内喜久田地区から西側の猪苗代町境まで東西に広大な面積を持つ。東端部の平地に水田が広がり、東日本旅客鉄道（JR東日本）磐越西線の安子ケ島駅北側に中心集落が位置する。それより西側、域内のほとんどを広大な山林が占める。熱海町熱海一丁目に所在する郡山北警察署熱海駐在所及び熱海町熱海二丁目に所在する郡山消防署熱海分署がそれぞれ管轄にあたる。

### 主な字
字
- 竹ノ内
- 固後利山
- 鞍手山
- 清涼山
- 大峯
- 真弓山
- 荻袋
- 荻平
- 藤平
- 山ノ下
- 大沢

- 北吉野
- 山ノ内
- 滝ノ上
- 植松
- 薬師堂
- 馬場
- 五輪塔
- 町
- 舘前
- 桜畑
- 出シ

- 反畑
- 八郎治
- 石田
- 竹流
- 上河原
- 一本木
- 下平
- 上台
- 輪ノ内
- 鹿野畑
- 高森

- 馬立
- 南山
- 二ノ谷
- 追分
- 二ノ戸
- 前田
- 一ノ戸
- 一ノ沢
- 一ノ谷
- 対面
- 対面原

- 北原
- 笹台
- 笹野
- 赤ヒゲ林
- 外手
- 四ツ谷
- 四ツ背山

### 山岳
- 額取山
- 沼上山
- 鞍手山

### 河川・湖沼
一級水系阿武隈川水系
- 五百川
  - 内野川
  - 滝野沢川
    - 大峯不動滝

  - 日沢川
    - 夕日沢川

  - 沼上川
- 安積疏水

## 歴史
- 1879年1月27日 - 二本松藩領安子島村が福島県内における郡区町村制の施行により安積郡の村となる。
- 1889年4月1日 - 町村制の施行により安子島村が下伊豆島村、上伊豆島村、長橋村と合併し安積郡丸守村が発足する。旧安子島村域は丸守村の大字となる。
- 1954年9月1日 - 丸守村が熱海町と合併し、熱海町の大字となる。
- 1965年5月1日 - 熱海町が郡山市、安積郡富久山町、日和田町、田村町、安積町、喜久田村、逢瀬村、片平村、三穂田村、湖南村と合併し新たな郡山市が設立され、郡山市の大字となる。
- 2018年6月23日 - 郡山西部第一工業団地造成に伴う換地処分により字南山の一部が上伊豆島の一部として分離される。

## 世帯数と人口
2024年1月1日現在の世帯数と人口は以下の通りである。
| 大字         | 世帯数  | 人口   |
| ------------ | ------- | ------ |
| 熱海町安子島 | 517世帯 | 1261人 |

## 小・中学校の学区
市立小・中学校に通う場合、学区は以下の通りとなる。
| 番地                                                          | 小学校               | 中学校               |
| ------------------------------------------------------------- | -------------------- | -------------------- |
| 四ツ谷、四ツ背山                                              | 郡山市立喜久田小学校 | 郡山市立喜久田中学校 |
| 蓬山、清涼山、大峯、竹ノ内、 鞍手山、真弓山の一部、固後宇利山 | 郡山市立熱海小学校   | 郡山市立熱海中学校   |
| 上記を除く全域                                                | 郡山市立安子島小学校 | 郡山市立熱海中学校   |

## 交通

### 鉄道
- 東日本旅客鉄道（JR東日本）磐越西線
  - 安子ケ島駅
  - 沼上トンネル

### 道路
- 磐越自動車道
  - 鞍手山トンネル
- 国道49号
  - 熱海バイパス
    - 磐梯熱海大橋
    - 中山トンネル
- 福島県道8号本宮熱海線
- 福島県道199号安子ヶ島停車場線
- 福島県道200号磐梯熱海停車場線

## 施設
- 郡山市立安子島小学校
- 東北電力リニューアブルパワー 沼上発電所
- 東北電力リニューアブルパワー 竹之内発電所
- 中山峠（楊枝峠）会津藩陣屋跡
- 安子島城跡
- 木ノ宮神社